# Vůz Bdmpee253 ČD
Vůz Bdmpee253, číslovaný v intervalu 50 54 22-44, původně označený Bymee, je osobní vůz z vozového parku Českých drah vyrobený v roce 1990 ve východoněmecké vagónce VEB Waggonbau Bautzen. Původně se jednalo o vůz Bdmtee281 č. 216, do kterého byly v rámci garanční prohlídky v roce 1992 dosazeny nové sedačky.

## Vznik řady
V roce 1992 nechaly Československé státní dráhy pokusně zmodernizovat pět různých vozů. Mezi vybrané patřil i jeden vůz tehdejší řady Bymee později Bdmtee281. Modernizaci provedl přímo výrobce v rámci garanční prohlídky. Do vozu byly dosazeny nové sedačky a příčné zavazadlové police byly vyměněny za podélné.

## Technické informace
Je to neklimatizovaný vůz se samonosnou konstrukcí karosérie typu UIC-X o celkové délce 26 400 mm s výškou podlahy 1 250 mm nad temenem kolejnice. Jeho nejvyšší povolená rychlost je 160 km/h. Vůz má podvozky GP 200 S vybavené kotoučou brzdou s dvěma kotouči na každé nápravě.
Vůz má neobvykle umístěné nástupní prostory – nikoliv na koncích skříní, ale přibližně v 1/4 a 3/4 délky. Dvoudílné vstupní dveře s elektropneumaticky ovládanými předsuvnými křídly mají světlost 1 400 mm, a za jízdy jsou blokovány. Mezivozové přechodové dveře jsou řešeny jako jednokřídlé otočné s klikou a panty. Vnitřní oddílové dveře jsou řešeny shodně, ale jsou mnohem lehčí. Okna jsou dvoudílná, vodorovně dělená v poměru 1 : 1, dolní polovina oken je zasklená pevně, horní polovina je výklopná dovnitř v úhlu asi 30 °. V každém oddíle je však zároveň vždy jeden pár oken zasklený pevným neděleným sklem. Zasklení oken i vstupních dveří je provedeno determálním dvojsklem.
Vůz je nástupními prostory rozdělen na tři velkoprostorové oddíly. Každý nástupní prostor je vybaven jednou kabinkou WC a jedním nebo dvěma nouzovými sklopnými sedadly. Vůz má celkem 64 samostatných sedaček s látkovým potahem. Zajímavostí je, že původně měl vůz v každé oddíle jiné potahy sedaček, sjednoceny byly až v roce 2004.
Vůz vybaveny centrálním zdrojem energie (CZE) o výkonu 4,5 kW. Vnitřní síť vozu má jmenovité napětí 24 V. Kromě CZE je možné vnitřní síť napájet z třífázové veřejné sítě 230 V / 400 V ~ 50 Hz. Vytápění vozu je horkovzdušné z centrálního elektrického topidla 3 kV = / 40 kW, rozvod teplého vzduchu podporuje ventilátor 24 V / 600 W. Nucené větrání je taktéž řešeno pomocí ventilátorů, ale bez zapnutí ohřevu vzduchu. Pro přirozené větrání jsou použity větráky ve stropech vozů. Provozní osvětlení vozů je zářivkové s tranzistorovými střídači, nouzové žárovkové.
Původní nátěr vozu byl přes okna zelený a pod okny bílý. Později byl vůz přelakován do nového modro-bílého korporátního stylu Českých drah od studia Najbrt.

## Provoz
Vůz byl nasazován jako záloha za jiné vozy na trati Brno – Havlíčkův Brod – Praha. Od GVD 2007/2008 jezdí na spěšných vlacích v okolí Brna.
Od platnosti GVD pro rok 2016 je vůz v provozu na osobních vlacích kolem Brna ve vratných soupravách s řídicím vozem Bfhpvee.[zdroj?]